# Paragathotanais gracilis
Paragathotanais gracilis is een naaldkreeftjessoort uit de familie van de Agathotanaidae. De wetenschappelijke naam van de soort is voor het eerst geldig gepubliceerd in 1988 door Bird & Holdich.